# Divisione Valtoce
La "Divisione Valtoce" è stata una formazione del CVL, legata alle Fiamme Verdi, comandata inizialmente da Alfredo Di Dio, il cui comando era a Ornavasso.

## Storia

### La brigata Val Strona
Gli ufficiali del Regio esercito Eugenio Cefis e Alfredo Di Dio, che già all'indomani dell'8 settembre 1943 avevano riunito militari sbandati e civili nella zona del Verbano-Cusio-Ossola, si unirono a Filippo Beltrami nel dicembre del 1943 in una nuova formazione che prese forma dalla fusione dei due gruppi e venne denominata Brigata patrioti Val Strona.
Gli ultimi due, caduto Beltrami, si ritrovano a fine giugno del 1944, per fare il punto della situazione delle forze partigiane riunite in gruppi autonomi, la quale risulta essere la seguente:
- 500 uomini della Brigata alpina d’assalto "Filippo Beltrami" di Alfredo Di Dio
- 350 uomini comandati da Bruno Rutto, in Val Strona,
- 200 uomini circa sulla riva sinistra del fiume Toce, comandati da Dionigi Superti[2].

da aggiungere a questi gli uomini della 2ª divisione Garibaldi tra la Valsesia e l'Ossola, passata al comando di Aldo Aniasi. 

Le opere di difesa sono scarse e il rastrellamento che dall'inizio del mese aveva interessato la zona aveva ridotto e sbandato molti resistenti.

### La divisione
Da questa constatazione nasce la volontà di costituirsi in Divisione, la quale viene denominata "Valtoce", per tentare l'occupazione dell'intera valle dalla Svizzera ad Ornavasso, anche per seguire quelle che erano state le direttive del CLN. Si unisce anche la 7ª brigata "Paolo Stefanoni", guidata da Renato Boeri di Giustizia e Libertà, che contava sulle forze di tre battaglioni dipendenti: 1º battaglione Fachiro, 2º battaglione Tenente Angelini, 3º battaglione Mario Greppi.

### La Repubblica partigiana dell'Ossola

Bandiera della Repubblica dell'Ossola usata dai partigiani azzurri

Di rigida disciplina militare, la divisione si distingueva per il fazzoletto azzurro dei suoi componenti, come le Formazioni autonome militari.
La Valtoce contribuì in modo sostanziale alla liberazione del territorio, e l'8 settembre 1944 attaccarono le truppe fasciste di stanza a Domodossola sconfiggendole.
Assieme al comandante della "Divisione Valdossola"  Dionigi Superti, Alfredo Di Dio riuscirà a firmare a Domodossola la resa delle forze nemiche; da qui nascerà l'esperienza della Repubblica partigiana dell'Ossola.
Gli attacchi successivi delle forze nazifasciste obbligano ad una ritirata la formazione, nella quale perde la vita Alfredo Di Dio, in una imboscata a Finero, con l'Ossola che fu rioccupata dai militi della RSI a fine ottobre.
Nella primavera del 1945, la divisione Valtoce fu denominata Raggruppamento Divisioni Patrioti "Alfredo Di Dio", composta da circa 1200 uomini e partecipò alla liberazione, il 24 aprile di Stresa, il 25 di Meina e dal 26 al 28 la resa delle SS a Milano.
Il 6 maggio, assieme a tutte le altre forze dell'Ossola, sfila per le vie di Milano.

## Comandanti
- Filippo Beltrami (dicembre 1943-13 febbraio 1944)
- Alfredo Di Dio (14 febbraio 1944-12 ottobre 1944)
- Eugenio Cefis (13 ottobre 1944-6 maggio 1945)

## Persone legate alla Divisione
- Eugenio Cefis
- Antonio Di Dio
- Alfredo Di Dio
- Aristide Marchetti
- Oscar Ambrosini[6]
- Paolo Stefanoni[7]
- Elsa Oliva[8]
- Ugo Maspero[9]
- Renato Boeri
- Carlo Caldi
- Guido Tilche
- Eugenio Lampronti
- Salvatore Bono

## Onorificenze
- Antonio Di Dio
- Alfredo Di Dio